# Space Mirror Memorial
Space Mirror Memorial, součást většího celku Astronauts Memorial, je národní památník, který se nachází v areálu pro návštěvníky v Kennedyho vesmírném stŕedisku na ostrově Merritt na Floridě. Je spravován nadací Astronauts Memorial Foundation, jejíž kanceláře jsou v NASA Center for Space Education (NASA Centrum pro vesmírné vzdělávání) hned vedle tohoto návštěvnického komplexu. Pomník navrhla v roce 1987 architektonická firma Holt Hinshaw Pfau Jones (architekt Wes Jones).
Památník byl slavnostně otevřen 9. května 1991. Připomíná životy mužů a žen, kteří zemřeli při plnění úkolů během vesmírných programů Spojených států, zejména programů agentury NASA. Kongres rozhodl, že půjde o „národní památník astronautům, kteří zahynou při plnění služebních povinností“.
Kromě jmen dvaceti astronautů NASA je zde uvedeno jméno jednoho zkušebního pilota letectva USA X-15, jednoho důstojníka letectva USA, který zemřel při výcviku, jenž byl součástí tehdy tajného vojenského vesmírného programu, jednoho civilního člena posádky raketoplánu Challenger a jednoho izraelského kosmonauta, který zahynul při havárii raketoplánu Columbia.
Hlavní částí památníku je Space Mirror (Vesmírné zrcadlo), rozsáhlá plocha z leštěné černé žuly (vysoká 13 metrů a široká 15 metrů), rozdělená na 90 menších panelů. Jména 24 kosmonautů jsou sdružena do skupinek podle toho, při kterém neštěstí zahynuli, a tyto skupinky jmen jsou po zrcadle nepravidelně rozmístěny. Zobrazení jmen na panelech využívá speciální technologii, která umožňuje podsvícení jmen kombinací odraženého slunečního světla (je-li k dispozici) a světlometů. Výsledným efektem jsou svítící jména vznášející se v odrazu oblohy na panelu.
Poblíž zrcadla je žulová zeď s fotografiemi a krátkými životopisy kosmonautů, jejichž jména jsou uvedena na zrcadle.

## Nefunkční mechanismus sledování slunce
Památník byl navržen tak, aby pomocí motorů a heverů mohl neustále sledovat pohyb slunce po obloze. Parabolické reflektory na zadní straně zrcadla pak měly směrovat sluneční světlo na akrylové panely na zadní straně zrcadla. Sluneční světlo procházející akrylovými panely mělo podsvěcovat jména kosmonautů vyrytá do žuly zrcadla. Při nedostatku slunečního světla se měly používat doplňkové světlomety.
V roce 1997 se systém sledování slunce porouchal. Pojišťovna zaplatila za opravy 375 000 dolarů, ale mechanismus se později opět zastavil kvůli další mechanické poruše. Odhadované náklady na opravu dosahovaly 700 000 dolarů, proto se Astronauts Memorial Foundation jednomyslně rozhodla, že peníze budou raději použity na rozvoj vzdělávacích programů. Světlomety byly přemístěny tak, aby na památník svítily 24 hodin denně.

## Uctění lidé
Na seznam mohou být zařazeni pouze ti, které zemřeli během vesmírných pilotovaných letů nebo během výcviku na takové lety. Lety musí být sponzorované Spojenými státy. Úplný seznam vesmírných katastrof najdete na Seznamu vesmírných katastrof.
- Theodore Freeman, jeden z náborové skupiny Astronaut Group 3, který zemřel 1. října 1964 při výcviku na nadzvukovém cvičném letounu T-38.
- Elliot See a Charles Bassett zemřeli 28. února 1966 při nehodě letounu T-38, když jejich letadlo narazilo v mlze do budovy McDonnell 101. Oba byli původně vybráni pro posádku Gemini 9. Bassett byl členem náboru "Astronaut Group 3, See byl členem náboru Astronaut Group 2.
- Gus Grissom, Ed White a Roger Chaffee zemřeli na otravu oxidem uhelnatým při požáru Apolla 1 27. ledna 1967. V ten den probíhala zkouška elektrické instalace, když zkrat zapálil hořlavé materiály v prostoru s atmosférou stlačeného čistého kyslíku. Grissom, jeden z kosmonautů skupiny Astronaut Group 1, která se připravovala v rámci programu Mercury, letěl už dvakrát předtím. White byl první americký kosmonaut, který vystoupil do kosmu během letu Gemini 4. Nováček Chaffee byl z náboru Astronaut Group 3.
- Clifton Williams zemřel 5. října 1967 při havárii výcvikového letounu T-38. Byl to další člen náborové skupiny Astronaut Group 3. Měl být v posádce Apolla 12. Na jeho památku pak byla na oficiální znak mise Apollo 12 přidána čtvrtá hvězda.
- Michael J. Adams zemřel 15. listopadu 1967 při havárii letounu X-15. Adams nepatřil mezi NASA kosmonauty, ale získal odznak Astronaut Badge podle řádu USAF proto, že při svém posledním letu vystoupal do nadmořské výšky 80 467 metrů. Zúčastnil se také programu Manned Orbiting Laboratory amerického vojenského letectva.
- Robert Henry Lawrence Jr., zemřel 8. prosince 1967, když se zřítil cvičný letoun F-104. Lawrence letěl jako instruktor, při nehodě letadla se katapultoval, ale neotevřel se mu padák. V té době se účastnil programu Manned Orbiting Laborator, a kdyby přežil, mohl se dostat mezi první afroamerické kosmonauty.
- Dne 28. ledna 1986 se 73 vteřin po startu zřítil raketoplán Challenger. Stalo se tak kvůli defektu na jednom z pevných posilovačů raket. Zemřelo všech sedm členů posádky – Francis "Dick" Scobee, Michael J. Smith, Ronald McNair, Gregory Jarvis, Judith Resnik, Ellison Onizuka a Christa McAuliffe. Scobee, McNair, Resnik a Onizuka letěli již dříve. McAuliffe se účastnila projektu Teacher in Space Project.
- M.L. "Sonny" Carter zemřel 5. dubna 1991 na služební cestě při havárii letadla společnosti Southeast. Carter se připravoval již na misi STS-33; tehdy trénoval na misi STS-42.
- Dne 1. února 2003 se raketoplán Columbia rozpadl při vstupu do atmosféry. K nehodě došlo kvůli poškození raketoplánu během startu. Posádku tvořili Rick Husband, William C. McCool, David M. Brown, Kalpana Chawla, Michael P. Anderson, Laurel Clark a Ilan Ramon. Husband, Chawla a Anderson byli veteráni. Ramon byl pilotem izraelského letectva.

## Galerie

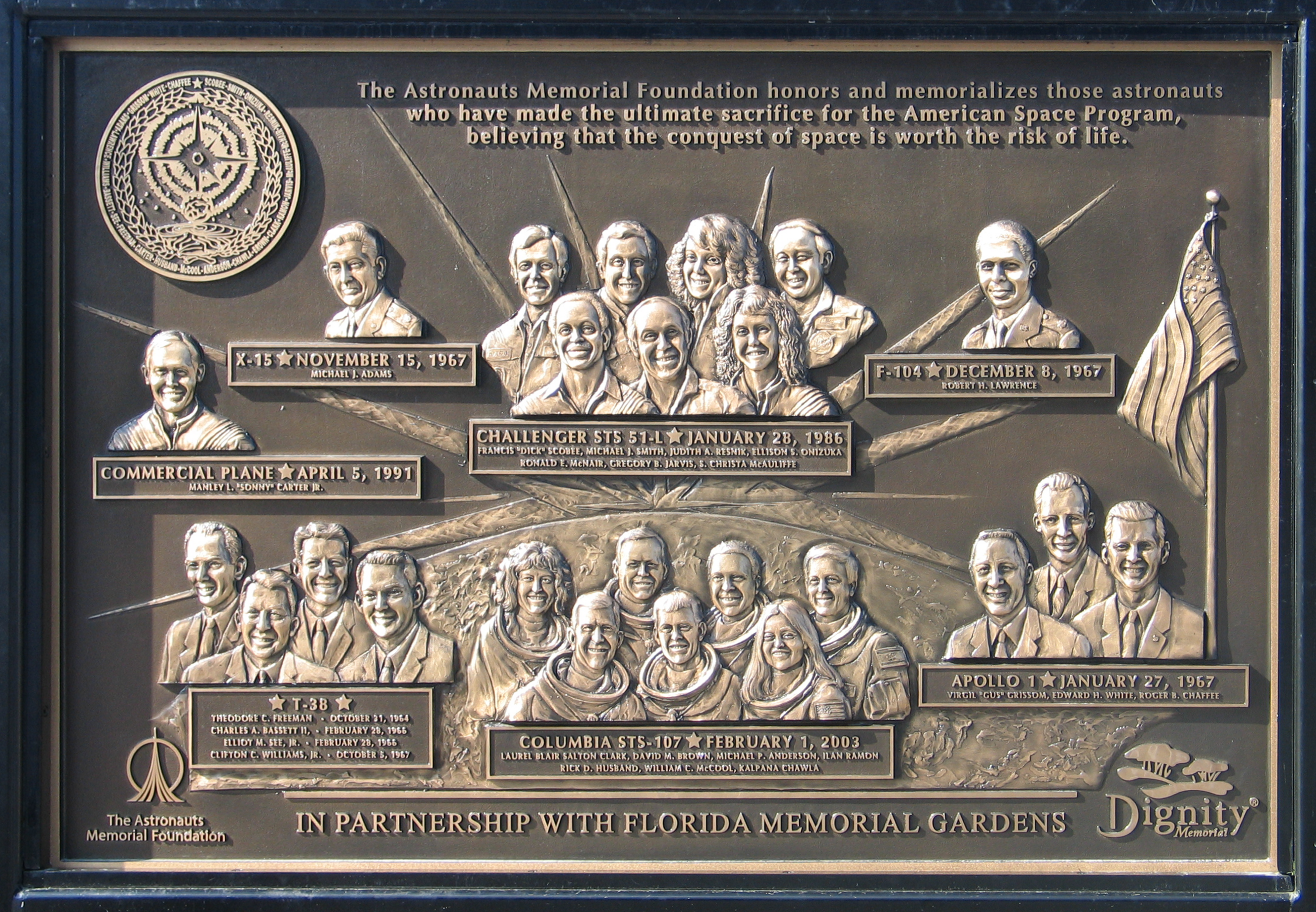
Pamětní plaketa
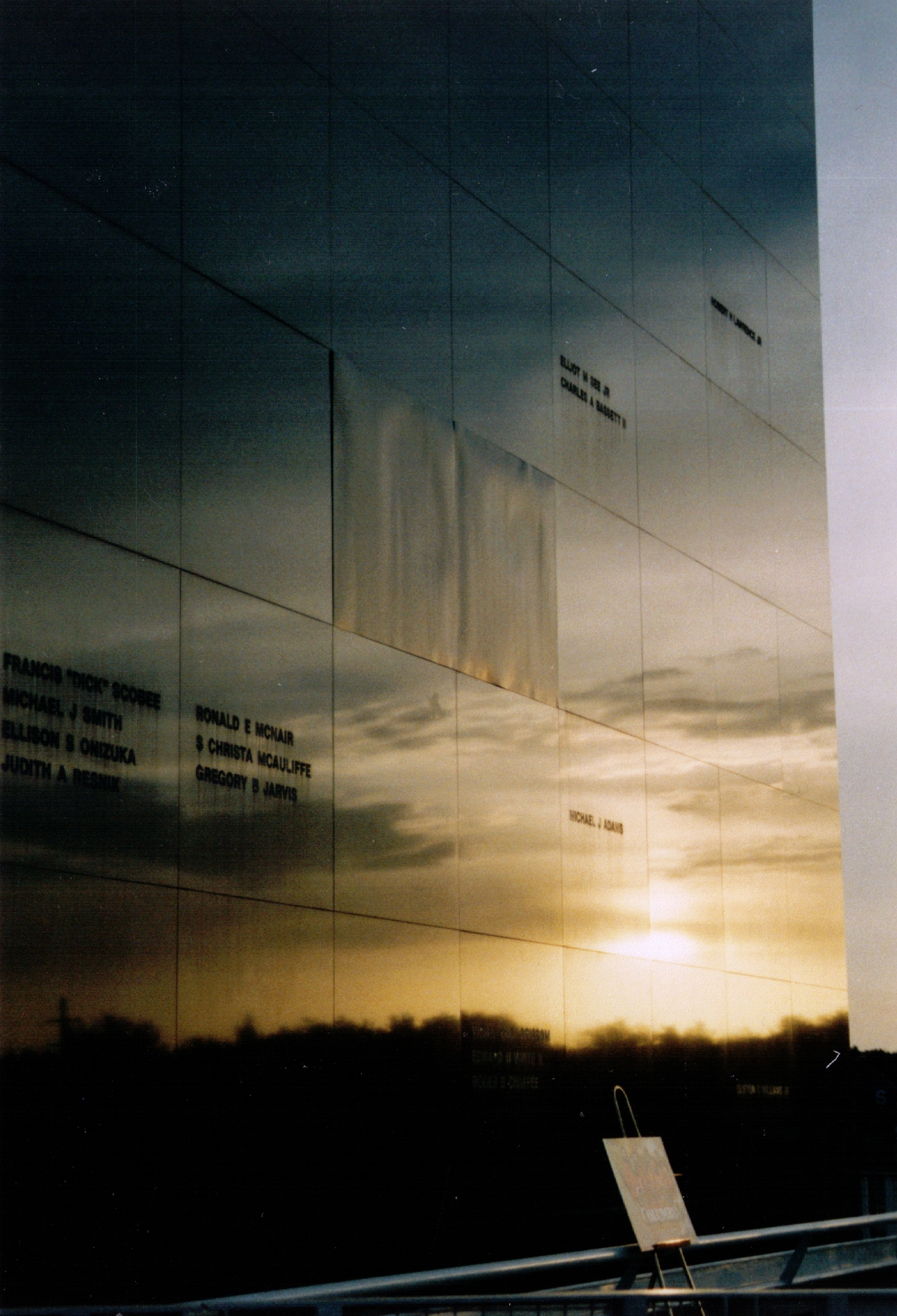
Space Mirror při západu slunce
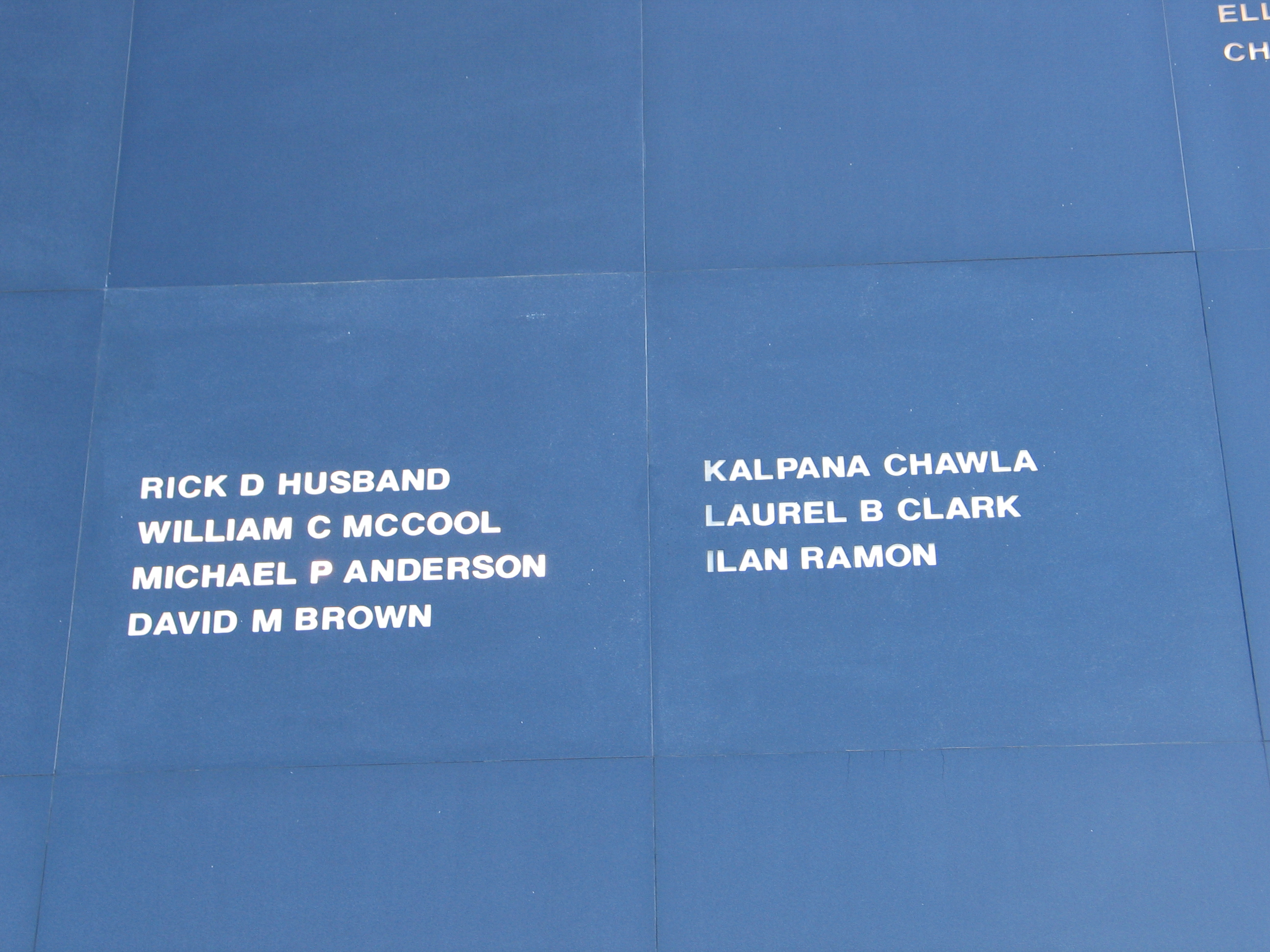
Dva panely ukazují jména posádky raketoplánu STS-107 Columbia
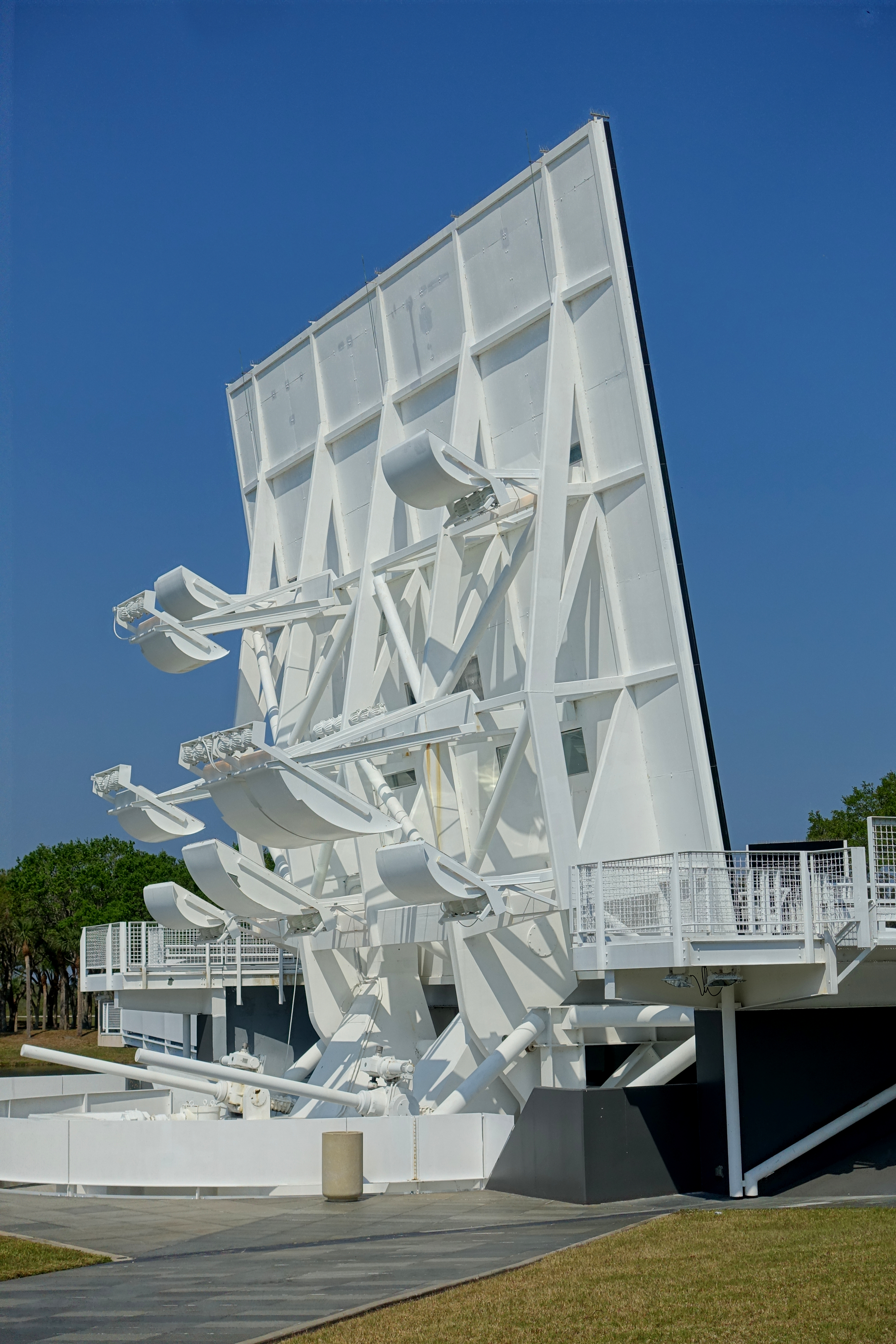
Space Mirror zezadu